# Nucha
Nucha, pseudônimo de Cristina Isabel dos Santos Baldaia Trindade (Águeda, 21 de Junho de 1966), é uma cantora portuguesa, vencedora do Festival da Canção em 1990.

## Biografia
A carreira de Nucha começou quando a cantora tinha apenas treze anos. Cantou em bares e fez publicidade para rádio e televisão e, alguns anos mais tarde, optou por se dedicar à música a tempo inteiro.
Com dezasseis anos, formou o duo KutchiKutchi com Marité (Maria Leon), tendo, no ano seguinte, integrado um espectáculo de Fernando Pereira que lhe proporcionou visitar Portugal de norte a sul durante dois anos, bem como algumas comunidades portuguesas no estrangeiro. Para além disso, foi convidada para se juntar aos coros dos concertos de Rui Veloso, que tiveram lugar no Coliseu de Lisboa e no Rivoli do Porto.
Foi a partir de 1988 que Nucha começou a dar mais atenção à sua carreira a solo, pelo que decidiu então participar em festivais em busca de uma grande oportunidade. O primeiro foi o Prémio Nacional da Música, realizado na Figueira da Foz, onde apresentou um tema assinado por Luís Filipe, intitulado "Se Calhar". 
Da Figueira partiu para a Turquia, país onde representou Portugal no Festival CESME, com a canção "It Will Never Be the Same". 
Dois anos depois (1990) vence o Festival RTP da Canção com o tema "Sempre, Há Sempre Alguém". A cantora foi representar o país a Zagreb, na ex-Jugoslávia, no Festival da Eurovisão.  Ainda em 1990, foi a Hollywood, Estados Unidos, onde recebeu o prémio IMOF (International Market Festival Echanges of Cultural Events) que tinha vencido na Holanda. 
Seguiu-se uma passagem pela Finlândia, em 1991, onde Nucha participou no Midnight Sun Contest, com a canção "Porta Proibida". O primeiro álbum de originais, "Tu Vais Ver", chegou finalmente em 1992, servindo de mote a uma longa digressão por Portugal. 
Dois anos depois, "Todos Me Querem" viu a luz do dia, e revelou-se um verdadeiro sucesso de vendas.
Em 1995, a cantora desempenhou o papel de apresentadora de televisão no programa "Casados de Fresco" da RTP1. No ano seguinte regressou à música com o álbum "Sedução" produzido por Roberto Leal.
O trabalho seguinte chegou às lojas em 1997 e chamou-se "Anda (Que Eu Vou Ficar à Janela)". Nucha assinou grande parte das letras e as músicas eram de Filipe Neves que tambem foi o produtor do album.
O disco "Luz" data de 1998 e produziu o êxito "Viver sem ti (não pode ser)", uma versão de "All By Myself" que esteve na base do sucesso de vendas do álbum, integralmente produzido por Filipe Neves.
O ano de 1999 foi marcado por uma mudança de visual, que se traduziu num novo corte de cabelo. As gravações do disco "Destino" decorreram nos estúdios Yahoo, no Rio de Janeiro,. A edição foi da SantaClaus de Ediberto Lima.
"Deus Cuida de Mim", editado em 2002, marcou uma viragem na carreira e foi o seu primeiro trabalho cristão com produção de David Neutel. "Comigo Estás" conta com a participação de Carlos Ança.
"Para Ti" é um trabalho onde quase todas as letras e músicas são assinadas por ela e por David Neutel. Trata-se de um disco mais acústico e com algumas participações especiais. Em 2004 é eleita "Rainha da Canção 2004".
Em 2005 lança uma nova versão de "Sempre, há sempre alguém" e uma balada pop-rock "Por ti sinto desejo" que conta com a assinatura de Ménito Ramos. Corre o País em 2006 com o tour "Tributo ao Festival da Canção" junto com Anabela, Paulo de Cavalho, Duarte Mendes e Fernando Pereira acompanhados por uma orquestra dirigida por Armindo Neves.
2007 é o ano de "Regresso" que marca o regresso de Nucha às origens do Rock e dos Blues e o regresso à Editora Ovação que foi uma das suas primeiras editoras. Um CD em que Rafael Artesero é o produtor e compositor.
Começa o ano de 2009 com uma nova participação no Festival RTP da Canção, desta vez com o tema Tudo está na tua mão. 
Lança o álbum "Num instante tudo muda". Um dos convidados é Nuno Barroso.
Em 2013, Nucha foi uma das concorrentes do Big Brother VIP. 

## Discografia
Entre a sua discografia encontram-se: 
- Se Calhar (Single, Polygram, 1988) - como Nuxa
- Sempre, Há Sempre Alguém (Single, CBS, 1990)
- Tu Vais Ver (CD, Ovação, 1992)
- Todos Me Querem (CD, Ovação, 1994)
- Sedução (CD, Ovação, 1996)
- Anda (Que Eu Vou Ficar À Janela) (CD, Vidisco, 1997)
- Luz (CD, Vidisco, 1998)
- Destino (CD, SantaClaus, 1999)
- Deus Cuida De Mim (CD, Plenitudes, 2002)
- Para Ti (CD, 2003)
- Regresso (CD, Ovação, 2007)
- Num instante tudo muda (CD, Ovação, 2012)